# Mantidactylus wittei
Mantidactylus wittei é uma espécie de anfíbio da família Mantellidae.
É endémica de Madagáscar.
Os seus habitats naturais são: florestas subtropicais ou tropicais húmidas de baixa altitude, savanas áridas, savanas húmidas, pântanos, marismas de água doce, marismas intermitentes de água doce, plantações, jardins rurais, florestas secundárias altamente degradadas e lagoas.